# Орден Заслуг (Ліван)
Орден Заслуг Лівану — вища державна нагорода Лівану.

## Історія
Орден засновано 16 січня 1922 року рішенням № 1080 та регулюється нагородним кодексом, затвердженим Законом № 122 від 12 червня 1959 року.

## Ступені
Має шість ступенів.
- Спеціальний клас — для вручення главам іноземних держав.
- Велика стрічка — для вручення глав урядів іноземних держав, членам королівських сімей, та іншим високопоставленим особам.

Ордени для вручення громадянам Лівану:
- Перший клас
- Другий клас
- Третій клас
- Четвертий клас

| Орденські планки | Орденські планки | Орденські планки | Орденські планки | Орденські планки | Орденські планки |
| ---------------- | ---------------- | ---------------- | ---------------- | ---------------- | ---------------- |
|                  |                  |                  |                  |                  |                  |
| Спеціальний клас | Велика стрічка   | Перший клас      | Другий клас      | Третій клас      | 4 клас           |

## Опис

### Спеціальний клас

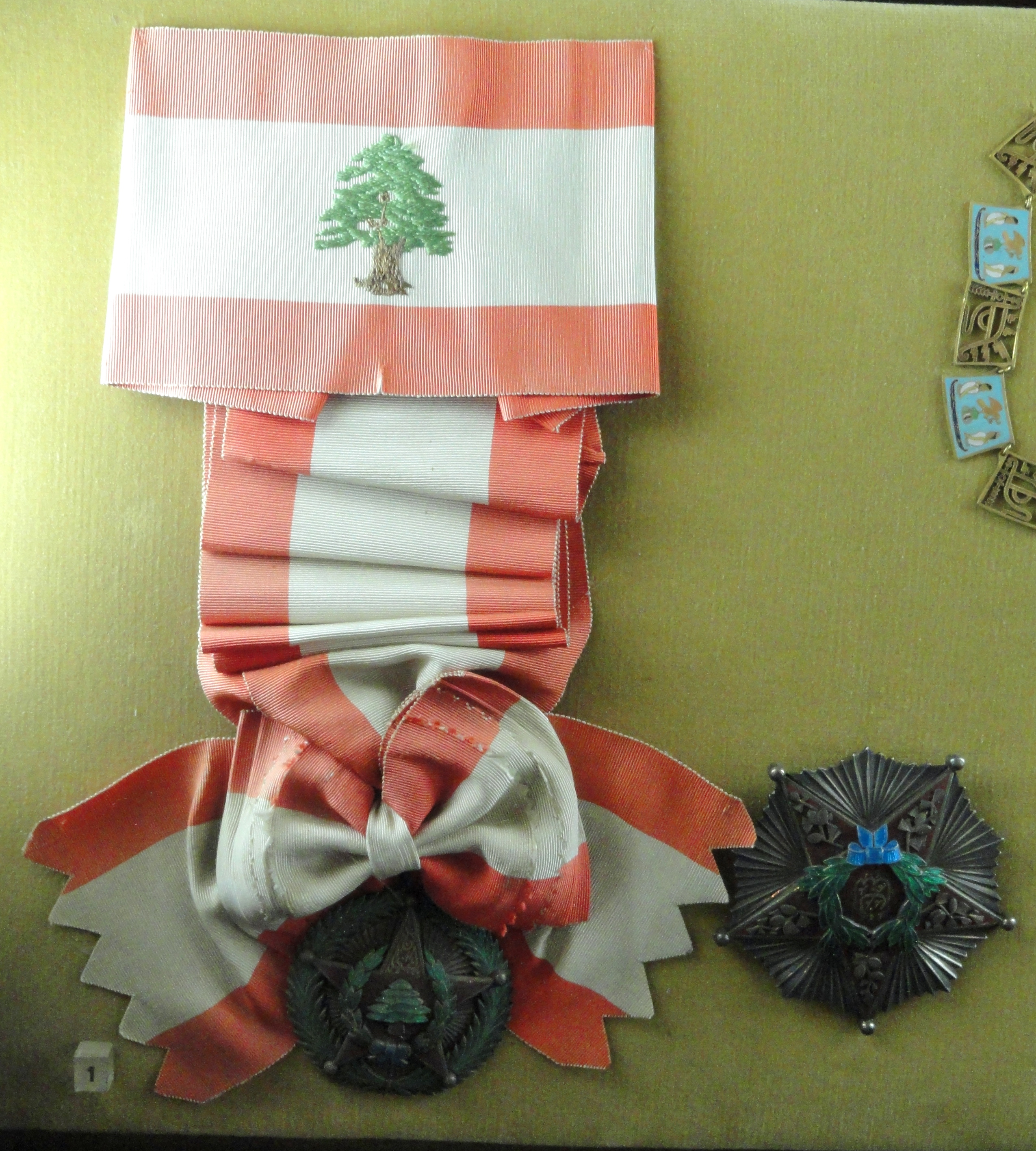
Знак і зірка спеціального класу

Знак ордену на черезплечній стрічці і зірка на лівій стороні грудей.
Знак ордена — п'ятипроменева зірка червоної емалі з золотими кульками на кінцях, на яку в центрі накладено зображення національного дерева Лівану — кедра, а також лаврового вінка зеленої емалі, перев'язаного внизу стрічкою синьої емалі. На верхній промінь нанесено напис арабською мовою. Між променями зірки сяючі штрали. Знак накладено на пальмовий вінок зеленої емалі, що складається з двох гілок.
Зірка ордена п'ятипроменева червоної емалі з сяючими штралами між променями. На промені стягнуто золоті кедрові гілки. У центрі - лавровий вінок зеленої емалі, перев'язаний стрічкою внизу синьої емалі. У вінку — напис арабською мовою.
Стрічка ордена червоного кольору.

### Велика стрічка
Знак ордена на чрезплечній стрічці і зірка на лівій стороні грудей.
Знак і зірка по своєму вигляду аналогічні.
Знак — п'ятипроменева зірка червоної емалі з золотими кульками на кінцях і з арабським написом в центрі.
Між променями зірки сяючі штрали.
Стрічка ордена темно-зеленого кольору з білою рівновеликою широкою смугою в центрі.

### Інші класи
Знак ордена — кругла медаль на нагрудній стрічці:
- Перший клас — золота, зверху обтяжена пальмовими гілками
- Другий клас — срібна, зверху обтяжена пальмовими гілками
- Третій клас — срібна
- Четвертий клас — бронзова

Стрічка ордена червона з білим прямокутником, в якому вишитий кольоровими нитками кедр.